# CONMEBOL Beach Soccer Championship 2009
Il Campionato sudamericano di beach soccer 2009 è la 3ª edizione di questo torneo.

## Squadre partecipanti
Di seguito le 8 squadre partecipanti.
- Brasile
- Argentina
- Paraguay
- Uruguay

- Venezuela
- Ecuador
- Cile
- Perù

## Fase a gironi

### Girone A
| Team      | G | V | V+ | P | GF | GS | +/- | P |
| --------- | - | - | -- | - | -- | -- | --- | - |
| Uruguay   | 3 | 2 | 0  | 1 | 11 | 5  | 6   | 6 |
| Argentina | 3 | 2 | 0  | 1 | 15 | 9  | 6   | 6 |
| Cile      | 3 | 2 | 0  | 1 | 13 | 13 | 0   | 6 |
| Perù      | 3 | 0 | 0  | 3 | 7  | 19 | -12 | 0 |

| Squadra 1 | Risultato | Squadra 2 |
| --------- | --------- | --------- |
| Cile      | 6-5       | Argentina |
| Uruguay   | 6-1       | Perù      |
| Argentina | 9-3       | Perù      |
| Uruguay   | 5-3       | Cile      |
| Cile      | 4-3       | Perù      |
| Argentina | 1-0       | Uruguay   |

### Girone B
| Team      | G | V | V+ | P | GF | GS | +/- | P |
| --------- | - | - | -- | - | -- | -- | --- | - |
| Brasile   | 3 | 3 | 0  | 0 | 26 | 4  | 22  | 9 |
| Ecuador   | 3 | 2 | 0  | 1 | 17 | 15 | 2   | 6 |
| Paraguay  | 3 | 1 | 0  | 2 | 8  | 14 | -6  | 3 |
| Venezuela | 3 | 0 | 0  | 3 | 10 | 28 | -18 | 0 |

| Squadra 1 | Risultato | Squadra 2 |
| --------- | --------- | --------- |
| Paraguay  | 6-4       | Venezuela |
| Brasile   | 8-3       | Ecuador   |
| Ecuador   | 12-6      | Venezuela |
| Brasile   | 8-1       | Paraguay  |
| Ecuador   | 2-1       | Paraguay  |
| Brasile   | 10-0      | Venezuela |

## Finali

### Semifinali
| Squadra 1 | Risultato | Squadra 2 |
| --------- | --------- | --------- |
| Brasile   | 3-1       | Argentina |
| Uruguay   | 6-2       | Ecuador   |

### Finali

#### 3º-4º posto
| Squadra 1 | Risultato | Squadra 2 |
| --------- | --------- | --------- |
| Argentina | 9-8 dts   | Ecuador   |

#### Finale
| Squadra 1 | Risultato | Squadra 2 |
| --------- | --------- | --------- |
| Brasile   | 10-1      | Uruguay   |

## Classifica Finale
Queste le posizioni nel dettaglio.
| Pos | Team      |
| --- | --------- |
| 1   | Brasile   |
| 2   | Uruguay   |
| 3   | Argentina |
| 4   | Ecuador   |
| 5   | Cile      |
| 6   | Paraguay  |
| 7   | Perù      |
| 8   | Venezuela |